# Verkö
För Verkön i Storsjön, se Verkön
Verkö är en ö och stadsdel i östra delen av Karlskrona, söder om Lyckeby. Ön innehåller hamn-, industri- och bostadsområden samt välbesökta naturområden. Verkö är förbunden med fastlandet genom en bro som invigdes 1969. Den fasta landsförbindelsen innebar en ökad bebyggelse på ön.

## Bebyggelse
På södra Verkö finns till stor del industribebyggelse, bland annat NKT HV Cables som förvaltar ett c:a 150 m högt kabeltorn på ön (därav 80 meter över markytan). Kabeltornet är därmed en av Karlskronas högsta byggnader. Här finns också Roxtec och Karlskronas färjehamn och terminalbyggnad för Stena Lines färjelinje Karlskrona-Gdynia. Kommunen har långtgående planer på att bygga ut hamnen, men ärendet fastnade i processen då det i vattnet upptäckts en unik spiggart. Tanken är annars att man ska utveckla hamntrafiken och i framtiden bygga en hamn för tågfärjor.
På norra Verkö och Ängholmen som idag utgör en halvö, finns en alltmer betydande villabebyggelse. Här finns en grundskola för årskurs F-2 (förskola samt årskurs 1-2). Planer har funnits på att bygga en större skola och sedan använda de gamla lokalerna som förskola. Efter skolutredningen som gjorts för Lyckeby rektorsområde pågår en omvandling av delar av skolan till förskola och tredjeklassarna går numer inne i Lyckeby. Ön har idag cirka 700 invånare. I norr finns också öns enda landförbindelse.

## Natur
Verkö är en klippig men också grön och lummig ö, med ekar och bokar. Det är mycket gott om kaprifol, liksom ormbunkar och ljung. På den östra delen av Verkö är stora delar Natura 2000 och naturreservat. Där skolan ligger fanns tidigare en fågelrik sjö/våtmark.

## Historia
På sydöstra delen av Verkö finns stora stenar som bildar grottor undertill. Det sägs att jätten Grim bodde där tillsammans med sin dotter Tora. Grims hålor är ett populärt utflyktsmål för dem som bor i närheten. Grottans namn härleds till jätten eller vikingahövdingen Grim som enligt sägen bodde i grottan sommartid. Resten av året bodde han på Grimskär som ligger i Kalmar sund utanför Kalmar slott. Det påstås även att Verkö förr burit namnet Grimsholmen. Grottan är historiskt intressant då man på 1700-talet hittade en stridsyxa (skäggyxa), en 25 kg tung sköld och en kobjällra fylld med utländska silverpenningar. Enligt uppgift finns endast stridsyxan bevarad idag.
Ön ägdes år 1715 av släkten Ebbeltoft, adlad Psilanderhielm.
Bron till Verkö byggdes 1969 och den största delen av bebyggelsen kom till efter brobygget. Verkö gård är en 1700-talsbyggnad och är vackert belägen vid vattnet på den västra sidan av ön. Den är privatägd.